# Zagreo
En la religión órfica, Zagreo (en griego antiguo Ζαγρεύς Zagreús) es un personaje oscuro vinculado al orfismo, a veces diferente, a veces idéntico a Dioniso, dios del vino, en quien se reencarnó. En ambos casos juega un papel importante en el origen de la humanidad. Este mito central del orfismo parece inspirado en la leyenda egipcia de Osiris, aunque podría ser también de origen cretense o egeo.

## Mito
La mención más antigua de Zagreo, citando a la Alcmeónida, nos habla de la dignidad de Zagreo:
«Augusta Tierra y Zagreo, el más excelso de los dioses».
Para Esquilo Zagreo era un dios del inframundo. En un fragmento del Sísifo de Esquilo Zagreo parece ser un hijo de Hades. Mientras que en Los egipcios, también de Esquilo, Zagreo parece ser una identificación del propio Hades. En ciertas versiones Zeus, transformado en serpiente, sedujo a su propia hija Perséfone cuando la chica con complicidad de Demeter huía y se escondía en una gruta. Ésta tuvo a Zagreo antes de convertirse en reina del inframundo y antes de que sucediera el mito del rapto en la versión órfica del mito.
Al nacer el niño este se lo confía a Apolo y los Curetes o a Rea dependiendo la versión del mito, con la esperanza de hacer del niño heredero del Olimpo. Apolo y los curetes lo ocultaron en los bosques del monte Parnaso. Hera, celosa, envió a los Titanes en su búsqueda. Encontraron al niño usando juguetes y sonajeros, y lo descuartizaron, devorando sus miembros a excepción del corazón, que Apolo (o Atenea, según la versión) logró salvar.
Zeus se tragó el corazón del niño y así le hizo nacer por segunda vez, bajo el nombre de Yaco (de ahí una etimología propuesta para el nombre de Dioniso: ‘dos veces nacido’). Los Titanes, por su parte, fueron fulminados por Zeus y de sus cenizas y de los restos de Zagreo nació la humanidad.
Otras versiones cuentan cómo Zeus implantó el corazón en la mortal Sémele naciendo de nuevo el niño, a pesar de la intervención de Hera. Algunas versiones indican que fue Deméter quien resucitó a Zagreo; otros dicen que Zeus le dio a Sémele su corazón en una bebida, haciendo que quedase embarazada de Dioniso.
Por otra parte, en un fragmento de Esquilo se menciona que a veces se identificaba a Zagreo con Hades o se le consideraba hijo suyo.

## Interpretación
El mito, semejante al de Osiris (quien fue asimilado por los griegos a Dioniso), puede interpretarse como el símbolo de la muerte de la vegetación en invierno y de su renacimiento en la primavera. En efecto, Dioniso se asocia en los cultos mistéricos a Deméter y Perséfone, diosas de la vegetación. La masacre de Zagreo refleja quizá los sacrificios humanos y animales que tenían lugar en las islas de Quíos o Lesbos, y que explican el epíteto ὠμηστής ômastês de Dioniso: ‘comedor de carne cruda’.
Henri Jeanmaire sugirió también que el mito de Zagreo pudiera resultar de ritos de iniciación de los jóvenes, introducidos tardíamente en el ciclo de Dioniso.
La parte del mito sobre los Titanes, incompatible con su historia narrada en la Teogonía de Hesíodo, permite a los seguidores del orfismo responder a la cuestión del origen del mal: los hombres llevan en ellos la marca de los Titanes y también un ápice del dios, Dioniso. Pausanias cuenta que esta parte es tardía y se debe a Onomácrito (siglo VI a. C.), lo que implica que el resto del mito es previo. La datación real del mito fue discutida, en particular, por Wilamowitz, pero según E. R. Dodds lleva todas las marcas del arcaísmo: se alude a los antiguos ritos del sparagmos (desmembración ritual) y la omofagia (consumo de carne cruda tras el sparagmos), y se basa en la concepción anticuada de la culpabilidad hereditaria.